# Collabium nebulosum
Collabium nebulosum är en orkidéart som beskrevs av Carl Ludwig von Blume. Collabium nebulosum ingår i släktet Collabium, och familjen orkidéer. Inga underarter finns listade i Catalogue of Life.